# Чемерне (зупинний пункт)
Чеме́рне — пасажирська зупинна залізнична платформа Рівненської дирекції Львівської залізниці.
Розташована у селищі Чемерне Сарненського району Рівненської області на лінії Сарни — Ковель між станціями Антонівка (13,5 км) та Сарни (11 км).
Станом на 2025 рік, щодня одна пара приміського поїзда прямує за напрямком Ковель-Пасажирський — Сарни.